# Kostel svatého Mikuláše (Žlutice)
Kostel svatého Mikuláše je římskokatolický filiální kostel ve žlutické farnosti. Stojí v katastrálním území Žlutice asi jeden kilometr severozápadně od centra města a 800 metrů východně od vesnice Verušice. Je chráněn jako kulturní památka.

## Historie
Kostel, zasvěcen svatému Mikuláši, spadal pod farní obec Středka (Stzredka), která zanikla, od roku 1384 spadal pod Žlutický děkanát. Majetkově však spadal pod Milevský klášter. Roku 1538 byl kostel zmíněn v kupní smlouvě Jindřicha IV. z Plavna, ale po přechodu žlutického panstva ke Kokořovcům roku 1575 není dále o vsi Středka další zmínka. Důvody, proč ves zanikla, nejsou do dnes známé. Raně gotický kostel byl roku 1765 přestavěn do barokního slohu. V roce 2009 proběhla oprava krovu a střešní krytiny krovu a oprava pokračovala i v roce 2010. Opravena je i střecha věže.
Kostel je obklopen hřbitovem, který je užíván a udržován včetně brány, ohradní zdi a márnice. Okolo a na hřbitově roste skupina osmi (původně deseti) památných lip malolistých (Tilia cordata).

## Stavební podoba
Kostel je orientovaná jednolodní obdélníková zděná stavba se zúženým, přímo zakončeným kněžištěm, na západním průčelí je předsazená hranolová věž na čtvercovém půdorysu. Věž má z počátku pyramidovou střechu, dále na ní navazující cibulovou střechu, na které je otevřená lucerna. Ve zdivu jsou patrné zbytky výše umístěných gotických oken. Okna byla zazděna, aby mohla být ve zdivu osazena jiná užší a níže umístěná obdélníková okna. Kostel je jednolodní s plochým stropem, gotickým vítězným obloukem. Nad presbytářem se nachází křížová klenba bez žebrování. V západní části se nachází dřevěná empora.

## Vybavení
V kostele býval rámový oltář z druhé poloviny 18. století s obrazem svatého Mikuláše od malíře L. Schulze se signaturou a rokem 1855.